# Islote Pájaros Niños
El islote Pájaros Niños (también conocido como Pájaro Niño) es una isla costera frente a Algarrobo, en Chile, de unas 6,17 hectáreas de tamaño. Fue declarado Santuario de la Naturaleza el 29 de junio de 1978, para proteger la avifauna que la habita, incluyendo al pingüino de Humboldt.

## Descripción
Tiene forma ovoide, con unos 200 metros de diámetro y una altura de 40 metros sobre el nivel del mar. Se encuentra distante a unos 150 metros de la costa, específicamente del sector conocido como Punta Fraile. Junto con el peñón Peña Blanca, ubicado al suroeste, conforman los extremos de una pequeña bahía, donde se ubican las playas El Canelo y El Canelillo.

## Historia
En el borde del islote existe una caverna y conchales con cerámica: excavaciones arqueológicas allí dieron cuenta de varias tumbas con cráneos braquioides y cerámica color ladrillo. Este sitio funerario estaba asociado al uso ancestral que tenía la península Punta Fraile, o Pillán Wechun, donde las culturas chango y picunche tenían un sitio ceremonial. Con el tiempo, el islote fue conocido con el nombre de "Islote San Pedro", y se realizaban paseos turísticos a su alrededor.
En 1977, el Ministerio de Defensa entregó a la Cofradía Náutica del Pacífico Austral, por un periodo de 20 años, una concesión marítima a título gratuito sobre un sector de la playa y fondo de mar en Algarrobo frente al islote, la cual fue renovada en similares términos en 1997 por el ministro de Defensa Edmundo Pérez Yoma. Las organizaciones comunales de Algarrobo han criticado que la Cofradía no ha cumplido con las obligaciones que conlleva la concesión, como provocar el menor impacto posible en el medio acuático y tomar medidas especiales para impedir que, a través de sus instalaciones, personas extrañas y no autorizadas pasen al islote. En enero de 2013, un reportaje de TVN acusó que funcionarios de la Cofradía realizaron una matanza de crías y huevos de pingüinos de Humboldt y otras especies en el islote, aduciendo malos olores y suciedad en los yates del club. Estos hechos fueron denunciados por el alcalde de Algarrobo y fueron investigados por la Policía de Investigaciones de Chile. El Consejo de Monumentos Nacionales solicitó al ministro de Defensa, Rodrigo Hinzpeter, el fin de la concesión marítima entregada a la Cofradía y la restitución del islote, eliminando el pedraplén con el que se unió al borde costero. En julio de 2014, se cerró el caso con una salida alternativa al juicio a los representantes de la Cofradía, a cambio del pago de 7 millones de pesos a la Municipalidad de Algarrobo, Sernapesca y Bienes Nacionales.
El 14 de julio de 2021, el gobierno de Sebastián Piñera renovó la concesión marítima a la Cofradía hasta 2041, a título oneroso, pero en enero de 2022, las organizaciones civiles Comité Ambiental de Algarrobo y el movimiento ciudadano “Rescate Pingüino” interpusieron un recurso de protección ante la Corte de Apelaciones de Valparaíso para invalidar esa renovación.

## Biodiversidad
En el islote se han registrado más de 20 especies de aves marinas, incluyendo una notable presencia de especies migratorias. Destaca una colonia conformada por pingüinos de Humboldt (Spheniscus humboldti) y pingüinos de Magallanes (Spheniscus magellanicus), que pueden observarse desde una colina cercana utilizando binoculares.Los pingüinos de Humboldt anidan en la parte más alta del islote, donde excavan cuevas con sus picos y patas, siendo esta la zona de nidificación más septentrional de la especie en Chile. Por su parte, los pingüinos de Magallanes encuentran en este santuario el límite más septentrional de su migración en el Pacífico. Entre las aves que también nidifican en el área se encuentra la gaviota dominicana (Larus dominicanus).
En cuanto a su flora, el islote presenta formaciones de matorral esclerófilo, asociado principalmente a suculentas y cactáceas. La vegetación predominante son las gramíneas que han colonizado el lugar, junto con una pequeña plantación exótica de pino (Pinus radiata) en su parte más alta. Toda esta vegetación se mantiene gracias al agua de lluvia y por la condensación de las neblinas costeras.
La Municipalidad de Algarrobo encabeza un plan de manejo del Santuario de la Naturaleza, asesorada por académicos y científicos, tras el cual se ha podido recuperar la población de avifauna: mientras entre 2016 y 2020, la población reproductiva de pingüinos de Humboldt se estimaba entre 25 y 473 individuos, la de pelícanos peruanos en 30 a 1000 individuos y los cormoranes guanay no reproductores en 10 a 500 individuos, en 2022 se informaba de casi 2 mil pingüinos censados en el islote.